# 커스 오브 처키
《커스 오브 처키》(영어: Curse of Chucky)는 미국에서 제작된 2013년 슬래셔 영화이다. 《사탄의 인형 5: 씨드 오브 처키》(2004)의 속편이자 사탄의 인형 시리즈 여섯 번째 작품이다. 돈 맨시니가 전편에 이어 연출과 각본을 맡았다. 피오나 도리프, 브래드 도리프 등이 출연하였고, 데이비드 커슈너 등이 제작에 참여하였다.
《컬트 오브 처키》(2017)로 이어진다.

## 줄거리
전편으로부터는 9년 후이며 1편으로부터는 25년 후가 되는 2013년. 니카는 하반신 마비로 집에 매여 있는 신세이다. 어느 날 니카네 집에 발신인 불명으로 굿 가이 인형이 배달되고, 그날 밤 엄마 세라가 칼에 찔려 죽는다.
사인이 자살로 판명된 후 언니 바브, 형부 이언, 조카 앨리스, 바브와 불륜 중인 상주 보모 질, 프랭크 신부가 찾아온다. 그날 저녁 앨리스와 니카가 요리를 준비할 때 처키가 몰래 프랭크 신부의 그릇에 쥐약을 넣고, 몸이 안 좋아져 일찍 자리를 뜬 프랭크 신부는 교통 사고로 목이 날아간다. 신자이며 프랭크 신부가 니카네 집을 방문한 것을 알고 있던 경찰관 스탠턴은 니카네 집으로 향한다.
가족들이 다 같이 가족 비디오 테이프를 감상하던 중 니카는 화면 속에서 찰스 리 레이를 발견한다. 처키가 증거물 보관소에서 발송됐다는 걸 알게 된 니카는 처키와 찰스 리 레이가 연관된 흉악 범죄를 다룬 온라인 기사를 찾아본다.
처키는 맨발 상태의 질이 침대에 걸터앉아 있을 때 빗물을 받아둔 통을 발로 쳐서 바닥의 전원 콘센트에 물이 닿게 만들어 질을 감전사시키고 정전을 일으킨다. 앨리스를 찾으려고 처키를 안은 채 다락에 올라간 바브는 처키의 표면에 덧입혀진 플라스틱 껍질을 벗겨보게 되고, 이에 티퍼니의 바느질 자국이 드러난다. 처키가 바브의 눈을 식칼로 찌른 뒤 계단을 기어 올라가던 니카는 바브가 죽고 처키가 살아 있는 광경을 목도한다.
이언은 앨리스가 보이지 않자 니카라도 데리고 도망치려고 한다. 그러나 니카가 처키에게 대항하려고 손에 도끼를 든 모습을 보자 이게 다 니카 짓이라고 판단하고 니카를 휠체어에 묶어 버린다. 바브와 질의 불륜 증거를 확보하려고 처키의 멜빵바지 안에 몰래카메라를 숨겨 놓았던 이언은 영상을 확인해 본 뒤 처키가 정말로 살아 있고 앨리스는 옷장에 갇혀 있다는 걸 깨닫는다. 처키는 도끼로 이언의 아래턱을 부숴 버리고 니카를 발코니에서 밀어 1층 거실로 떨어뜨린다.
니카가 왜 자신의 가족들을 죽이냐고 묻자 처키는 자신이 인간 찰스였던 시절 니카네 가족의 친구였다고 말한다. 이어 니카를 임신 중이던 세라를 좋아하게 돼 1988년 니카의 아빠를 죽이고 세라를 납치했지만 경찰이 나타나자 세라가 신고했다고 여겨 세라의 배를 찔렀다고 설명한다. 찰스가 바로 니카가 하반신 마비로 태어나게 만든 원흉이었던 것이다. 이후 찰스는 경찰에게 쫓기다가 죽고 인형 신세가 된 것.
니카는 처키의 단검을 뺏어 처키의 상반신에 꽂아 넣지만 처키를 죽이지는 못한다. 스탠턴은 니카네 집에 도착해 피칠갑이 된 칼을 쥔 니카를 발견한다. 니카는 형법상 정신 이상으로 분류돼 정신 병원에 수용된다. 스탠턴은 누군가의 의뢰를 받고 재판 증거로 유치된 처키 인형을 몰래 돈을 받고 넘기려고 하는데, 조수석에 놓은 증거물 가방 안에서 숨쉬는 소리가 나자 이를 열어 보려고 한다. 그 순간 뒷좌석에서 티퍼니가 나타나 네일 파일로 스탠턴의 목을 베어 죽이고는 "하여간 발전이 없어"라며 매번 똑같이 당하는 경찰관들을 비웃는다.  
티퍼니가 속달로 보낸 처키는 앨리스의 할머니댁에 배달된다. 이제 할머니와 살게 된 앨리스는 학교에서 돌아와 처키를 보고 반가워한다. 처키가 부두 주술을 외워 앨리스의 몸에 들어가려고 하는 와중에 처키가 머리에 비닐을 씌워 놓은 할머니가 고개를 들면서 영화가 끝난다.  
쿠키 영상에서 반년 뒤 처키의 영혼은 여전히 인형 안에 갇힌 채 앤디 바클리에게로 배달된다. 엄마 전화를 받으려고 앤디가 등을 돌린 순간 처키가 칼로 포장을 찢고 나타나지만 앤디는 바로 처키에게 산탄총을 쏜다. 

## 출연진
- 피오나 도리프 - 니카 피어스 역
- 브래드 도리프 - 처키(목소리) / 찰스 리 레이 역
  - 데비 리 캐링턴 - 처키(수트 착용 실물 연기) 역
- 대니엘 비수티 - 바브 피어스 역
- 브레넌 엘리엇 - 이언 역
- 메이틀런드 매코널 - 질 역
- 샨탤 쿼넬 - 세라 피어스 역
- 에이 마티네즈 - 프랭크 신부 역
- 제니퍼 틸리 - 티퍼니 밸런타인 역
- 애덤 허티그 - 스탠턴 경관 역
- 조던 거베리스 - US EX 배달부 역
- 앨릭스 빈센트 - 앤디 바클리 역
- 캐서린 힉스 - 캐런 바클리 역 (쿠키 영상 속 사진)
- 크리스 서랜던 - 마이크 노리스 형사 역 (과거 촬영분)
- 크리스틴 엘리스 - 카일 역 (쿠키 영상 속 사진)